# Tisova
Tisova (en serbe cyrillique : Тисова) est un village de Bosnie-Herzégovine. Il est situé sur le territoire de la ville de Prijedor et dans la république serbe de Bosnie. Selon les premiers résultats du recensement bosnien de 2013, il compte 142 habitants.

## Géographie
Le village est situé sur les bords de la Ravska et de la Tisova.

## Démographie

### Évolution historique de la population dans la localité
| 1948 | 1953 | 1961 | 1971 | 1981 | 1991 | 2013 |
| ---- | ---- | ---- | ---- | ---- | ---- | ---- |
| -    | -    | 501  | 375  | 315  | 246  | 142  |

|  |